# Сексуальная магия
Сексуальная магия (или секс-магия: англ. sex magick, в орфографии Алистера Кроули), — совокупность псевдонаучных представлений, практических предписаний и культовых ритуалов, так или иначе связывающих сексуальную активность человека с теми или иными религиозными или оккультными верованиями и достижениями оккультных целей, включая изменённые состояния сознания и "Пробуждение".
В основе понятия сексуальной магии лежит представление о существовании сексуальной энергии, которую можно подчинить человеческой воле с целью оказания воздействия на объективную реальность.
В центре внимания основных оккультных учений, касающихся сексуальной магии, находится оргазм, энергию которого, как полагают адепты секс-магии, можно использовать в практических, творческих, религиозных целях. В числе авторов, излагавших и развивавших концепции, связанные с секс-магией, были основатель первого в США нео-розенкрейцерского ордена Паскаль Беверли Рэндольф, Карл Кельнер, основатель Ордена восточных тамплиеров, Теодор Ройсс, Алистер Кроули, Вильгельм Райх, Самаэль Аун Веор.

## История
Как отмечается в «Энциклопедии оккультизма и парапсихологии», феномен сексуализации человеческой духовности издавна являлся важной частью восточных культур; в особенности это проявилось в тантрик-йоге, оказавшей заметное влияние на тибетский буддизм. Секс здесь использовался в качестве метода единения с богиней в той или иной её ипостаси. Элементами сексуальной магии полна китайская даосская сексуальная практика, где с нею связаны вопросы долголетия и возможности бессмертия.
Поскольку на Западе сексуальная активность в течение многих столетий оставалась приниженной до уровня «греха», сама идея о возможности соединении сексуального и религиозного начал считалась неприемлемой и оскорбительной. С возникновением альтернативных религиозных и философских учений начал формироваться и качественно новый взгляд на сексуальность и возможности её использования — в практических, оздоровительных, оккультных целях.

### Орден Восточных Тамплиеров
Корни учений о сексуальной магии прослеживают в раннем спиритуализме, в частности, в понятии «духовного слияния» (англ. soul mates). По-своему развил эти идеи Паскаль Беверли Рэндольф, медик и философ-мистик. Рэндольф разработал учение, основывавшееся на идее о гипотетическом «энергообмене» во время совокупления. Его идеи легли в основу феномена «sex magick», впервые получившие воплощение в учениях O.T.O. (Ordo Templi Orientis), тайного магического ордена, образованного в Германии в 1890-х годах.
На протяжении всего XIX века основная цель традиционной церемониальной магии состояла в поиске, выявлении и организации энергии, на основе которой можно было бы работать над достижением целей: от приземлённых до самых возвышенных. Последователи O.T.O. впервые предложили секс в качестве энергетического источника. Орден разработал систему уровней и методы обучения магическим ритуалам, работавшим на двух — восьмом (автоэротическом) и девятом (гетеросексуальном) — уровнях. В начале XX века учение о секс-магии считалось величайшей тайной O. T. O..

### Алистер Кроули
Тем временем, независимо от O. T. O., собственными исследованиями в той же области и, по-видимому, оперируя теми же старыми текстами, занимался Алистер Кроули, один из членов Герметического Ордена Золотого Рассвета. В 1909 году, находясь в Египте, где пытался понять механизм магии, первоначально описанный магами элизаветинской эпохи Джоном Ди и Эдвардом Келли, Кроули под влиянием неких осенивших его идей провёл первый акт сексуальной магии, в качестве партнёра использовав своего ассистента Виктора Нойбурга (англ. Victor Neuburg).
После опубликования в 1912 — 1913 годах «Книги лжи» (англ. The Book of Lies), где были аллегорически изложены результаты «озарений», касавшиеся возможности использования секса в магии (основой для создания книги послужили совместные эксперименты Кроули и Лейлы Уодделл), к нему обратился Теодор Ройсс, тогдашний глава O. T. O. Сначала он обвинил Кроули в том, что тот обнародовал тайное знание O.T.O., описанное в одной из глав книги, затем, когда понял, что это произошло случайно, посвятил его в IXВ° (O. Т. O.), присвоив титул "Sovereign Grand Master General of Ireland, Ioana and all the Britains".
Очень скоро Кроули стал главой британской секции О. Т. О, а впоследствии сменил Ройсса на посту главы Ордена. При том, что в учениях O. T. O. уже присутствовало учение о секс-магии, Кроули, став главой Ордена, расширил последнее, в частности, добавив одиннадцатый, «гомоэротический» уровень. Один из самых известных ритуалов O. T. O. (известный как Gnostic Mass и названный Алистером Кроули главным ритуалом Ордена) представлял собой полную символическую экспозицию сексуальной магии. Центральной для ритуала стала гностическая формула IAO.
Кроули чрезвычайно напряжённо экспериментировал с секс-магией и детально описывал свои наблюдения в дневниках; сексуальной магии посвящены многие его работы. Некоторые из них были опубликованы и стали достоянием массового читателя, другие остались тайными и доступны лишь в рамках O.T.O.
Алистер Кроули первым на Западе открыто публично объявил о том, что практикует секс-магию (в его терминологии — sex magick), используя в рамках своих методик, в частности, гомосексуализм и мастурбацию. Хью Урбан, считавший, что учение Кроули имеет «первостепенную важность для понимания современной западной духовности и культуры», отмечал в качестве важнейших факторов в его наследии представление о сексе как о наивысшем источнике жизненной энергии и интеграцию секс-магии с понятиями, заимствованными из индуизма и буддизма.
Кроули (как позже и Вильгельм Райх, один из его последователей) верил, что подавление сексуальных инстинктов является ключевым корнем массового насилия, равно как и многих других пороков современного общества.
В «Confessions of Aleister Crowley» он писал:

Вокруг вопроса о сексе развернётся яростная борьба. Человечество должно понять, что сексуальный инстинкт в своей истинной природе является инстинктом возвышенным. Шокирующие пороки, которые все мы порицаем, в сущности происходят от извращений, создаваемых подавлениями. Чувство, что секс постыден и ощущение его греховности порождают сокрытие, само по себе низменное, а также внутренний конфликт который создаёт искажения, неврозы и завершается взрывом. Мы сознательно создаём в себе нарыв и удивляемся, почему он полон гноя, почему он болит, почему он изливается зловонием и разложением…
Оригинальный текст (англ.)The battle will rage most fiercely around the question of sex… Mankind must learn that the sexual instinct is in its true nature ennobling. The shocking evils which we all deplore are principally due to the perversion produced by suppressions. The feeling that it is shameful and the sense of sin cause concealment, which is ignoble, and internal conflict which creates distortion, neurosis, and ends in explosion. We deliberately produce an abscess, and wonder why it is full of pus, why it hurts, why it bursts in stench and corruption…

Кроули утверждал, что «каждый индивидуум имеет абсолютное право удовлетворять свой сексуальный инстинкт так, как диктует ему физиология. Единственное предписание состоит в том, чтобы все подобные акты считать священными…" «Мы должны использовать все средства для следования единственной цели нашего существования».

### Распространение идей сексуальной магии
В годы Первой мировой войны появилось несколько магических организаций, в основном основанные бывшими членами O.T.O.: Fraternal Saturni в Германии и Choronzon Club, известный также как «Великое Божественное братство» (англ. Great Brotherhood of God) в США. O. T. O. был немногочисленным орденом, и знали о его существовании очень немногие.
После Кроули его главой стал Карл Гермер (англ. Carl Germer), чья административная деятельность была практически незаметна. В 1950-х годах тайные книги Ордена были распространены по разным странам мира. Гермер умер в начале 1960-х годов, не назначив преемника, и Орден (согласно «Энциклопедии оккультизма и парапсихологии») «быстро деградировал». Между тем бумаги Кроули были переданы в лондонский Институт Варбурга (англ. Warburg Institute) и содержание их стало известно некоторым британским колдунам, в частности, Кеннету Гранту (англ. Kenneth Grant).
В 1969 году Луис Каллинг, бывший член O.T.O., связавшийся с  американским филиалом О. Т. О., опубликовал «Полную магическую программу Тайного ордена В. Б. Б.» (англ. Complete Magick Curriculum of the Secret Order of the G.B.G.), а вскоре после этого — комментарий на этот счёт, «Руководство по сексуальной магии» (англ. "A Manual of Sex Magick").
Начиная с 1972 года, когда увидело свет первое издание «Магических дневников» Кроули (англ. Crowley's Magical Diaries), в течение десятилетия все тексты Кроули о секс-магии и все тайные материалы O.T.O. были опубликованы. Параллельно (через бенгальскую школу йоги, Bihar School of Yoga) на Западе стало распространяться учение о тантрическом сексе. Последователи обеих традиций, признавая некоторые поверхностные сходства в практической и ритуальной стороне их идей, подчёркивают, что в сущности не имеют между собой ничего общего.

#### Самаэль Аун Веор
В основе учения Самаэля Аун Веора лежит то, что он называет «белой сексуальной магией»; цель последней состоит в том, чтобы акт совокупления завершать без оргазма. Таким образом сексуальная энергия не выходит единовременно, но претерпевает «трансмутацию» посредством участия воли и «принесения в жертву страсти».
По Веору, «магнитная индукция» от взаимодействия активного и пассивного сексуальных начал создаёт потоки энергии через Brahmanic cord (Ida, Pingala и Sushumna Nadis, соответственно). Преобразованная таким образом энергия «насыщена миллиардами христических атомов», которые и вызывают «восхождение кундалини». Согласно его теории, посредством сексуальной магии может быть достигнуто полное освобождение от низменных, «анималистских» энергий. В процессе «умирания эго» и рождения «солнечных тел» человек может подняться до ангельского состояния и выше.
Самаэль Аун Веор считает, что оргазм изгоняет «христические» атомы и они заменяются «нечистой» энергией: именно поэтому сексуальную магию с использованием оргазма он именует «чёрной», а свою разновидность — «белой секс-магией». Здесь налицо перекличка с индусской тантрой левой руки, которая также рекомендует воздерживаться во время тантрического соития от эякуляции.